# Pimelodus garciabarrigai
Pimelodus garciabarrigai és una espècie de peix de la família dels pimelòdids i de l'ordre dels siluriformes. Es troba a Sud-amèrica: conca de l'Orinoco a Colòmbia.